# 約翰·格奧爾格一世 (安哈特-德紹)
約翰·格奧爾格一世（德語：Johann Georg I.，1567年5月9日—1618年5月24日），阿斯坎尼家族成員。
1586年，安哈特親王約阿希姆·恩斯特去世，約翰·格奧爾格與四個弟弟共同統治。1603年，五人決定將領地瓜分：約翰·格奧爾格獲得德紹；克里斯蒂安獲得貝恩堡；奧古斯特獲得普勒茨考；魯道夫獲得采爾布斯特；路德維希獲得克滕。

## 家庭
1595年，約翰·格奧爾格與普法爾茨-錫門的多蘿西亞結婚，兩人共有2子3女：
1. 約翰·卡西米爾（1596年—1660年）
2. 艾蕾諾爾·多蘿西亞（1602年—1664年）
3. 希比爾·克莉絲汀（英语：Sibylle Christine of Anhalt-Dessau）（1603年—1686年）
4. 格奧爾格·艾瑞伯特（英语：George Aribert of Anhalt-Dessau）（1606年—1643年）
5. 蘇珊娜·瑪格麗特（英语：Susanna Margarete of Anhalt-Dessau）（1610年—1663年）